# Jiǎozi (film)
Jiǎozi, anche noto col titolo internazionale di Dumplings, è un film del 2004 diretto da Fruit Chan.
Film horror hongkonghese, è la versione estesa dell'episodio Dumplings contenuto nel film a episodi Three... Extremes (2004).

## Trama
Li Qing è una ex attrice ossessionata dal suo aspetto e dalla paura di invecchiare. Nel tentativo di sembrare più giovane e attraente agli occhi del marito Li Sije, un ricco uomo d'affari di Hong Kong che intrattiene relazioni extraconiugali con ragazze più giovani, in preda alla disperazione si rivolge a una misteriosa donna cinese che si fa chiamare zia Mei. Nella sua abitazione, Mei cucina dei particolari ravioli (dumplings) che contengono al loro interno un ingrediente raccapricciante in grado di far ringiovanire chi li mangia: feti umani, che la donna si procura illegalmente da un ospedale cinese o praticando aborti clandestini. Vincendo la propria repulsione per i ravioli, una ringiovanita Li Qing riesce a riconquistare l'attenzione del marito, ma, mentre sulla sua pelle si manifestano alcuni effetti collaterali, sarà proprio Mei - che ha oltre sessant'anni, pur avendo l'aspetto di una trentenne - a far cadere nuovamente in tentazione Mr. Li, abbandonando l'ex attrice al suo destino.

## Distribuzione
Una versione condensata del film, in cui sono stati eliminati tutti gli elementi non attinenti alla trama principale, costituisce la prima parte di Three... Extremes, film ad episodi presentato nel 2004 alla 61ª Mostra internazionale d'arte cinematografica di Venezia nella sezione "Mezzanotte".
È stato presentato nel corso della 55ª edizione del Festival internazionale del cinema di Berlino nella sezione Panorama.